# Stadsprovincie (China)
Een stadsprovincie of municipaliteit is een stad of gemeente in de Volksrepubliek China of Republiek China die op hetzelfde bestuurlijke niveau staat als een provincie.

## Volksrepubliek China 1949 tot heden
Sinds 1927 werden sommige steden in China losgemaakt van de provincies waartoe ze behoorden en kregen ze het statuut van stadsprovincie; bij de stichting van de Volksrepubliek In 1949 waren er zo 12 stadsprovincies: Nanjing 南京, Shanghai 上海, Hankou (het huidige Wuhan) 汉口, Anshan 鞍山, Fushun 抚顺, Shenyang 沈阳, Benxi 本溪, Xi'an 西安, Peking 北京, Tianjin 天津, Chongqing 重庆, Guangzhou 广州. Tot 1954 veranderde het aantal stadsprovincies regelmatig; in dat jaar werden echter alle stadsprovincies afgeschaft, met uitzondering van Peking, Shanghai en Tianjin. In 1958 werd deze stad weer bij de provincie Hebei gevoegd, waarvan het weer de hoofdstad werd; toen waren er nog slechts twee stadsprovincies: Peking en Shanghai. In 1967 werd Tianjin opnieuw een stadsprovincie; in 1997 werd ook Chongqing opnieuw een stadsprovincie.
Tegenwoordig heeft de volksrepubliek nog maar vier stadsprovincies:
- Chongqing 重庆市, sinds 1997; voorheen deel van de provincie Sichuan
- Peking 北京市, sinds 1927; voorheen deel van de provincie Hebei
- Shanghai 上海市, sinds 1927; voorheen deel van de provincie Jiangsu
- Tianjin 天津市, sinds 1967; voorheen deel van de provincie Hebei

## Republiek China 1949 tot heden
De Republiek China heeft, na de terugtrekking op Taiwan, zes stadsprovincies losgemaakt uit haar provincie Taiwan; aangezien ook Taipei werd losgemaakt, is de hoofdstad van de provincie Taiwan sindsdien Zhongxing Xincun.
- Kaohsiung 高雄市, sinds 1979; voorheen deel van de provincie Taiwan
- Nieuw Taipei 新北市, sinds 2010; voorheen deel van de provincie Taiwan
- Taichung 台中市, sinds 2010; voorheen deel van de provincie Taiwan
- Tainan 台南市, sinds 2010; voorheen deel van de provincie Taiwan
- Taipei 台北市, sinds 1967; voorheen deel van de provincie Taiwan
- Taoyuan 桃園市, sinds 2014; voorheen deel van de provincie Taiwan

De Volksrepubliek China erkent deze wijzigingen niet, en ziet de provincie Taiwan in haar grenzen van 1949. Derhalve beschouwt zij Taipei nog steeds als de hoofdstad van deze provincie.
Kaohsiung omvat eveneens de beide door de Republiek China bestuurde Spratly-eilanden (namelijk Taipingeiland en Zhongzhou), alsook de Prataseilanden, die alle bestuurd worden door de Republiek China. De Volksrepubliek China ziet de Spratly-eilanden als deel van haar provincie Hainan en de Prataseilanden als deel van haar provincie Guangdong.